# Eclipse solar del 10 de junio de 2021

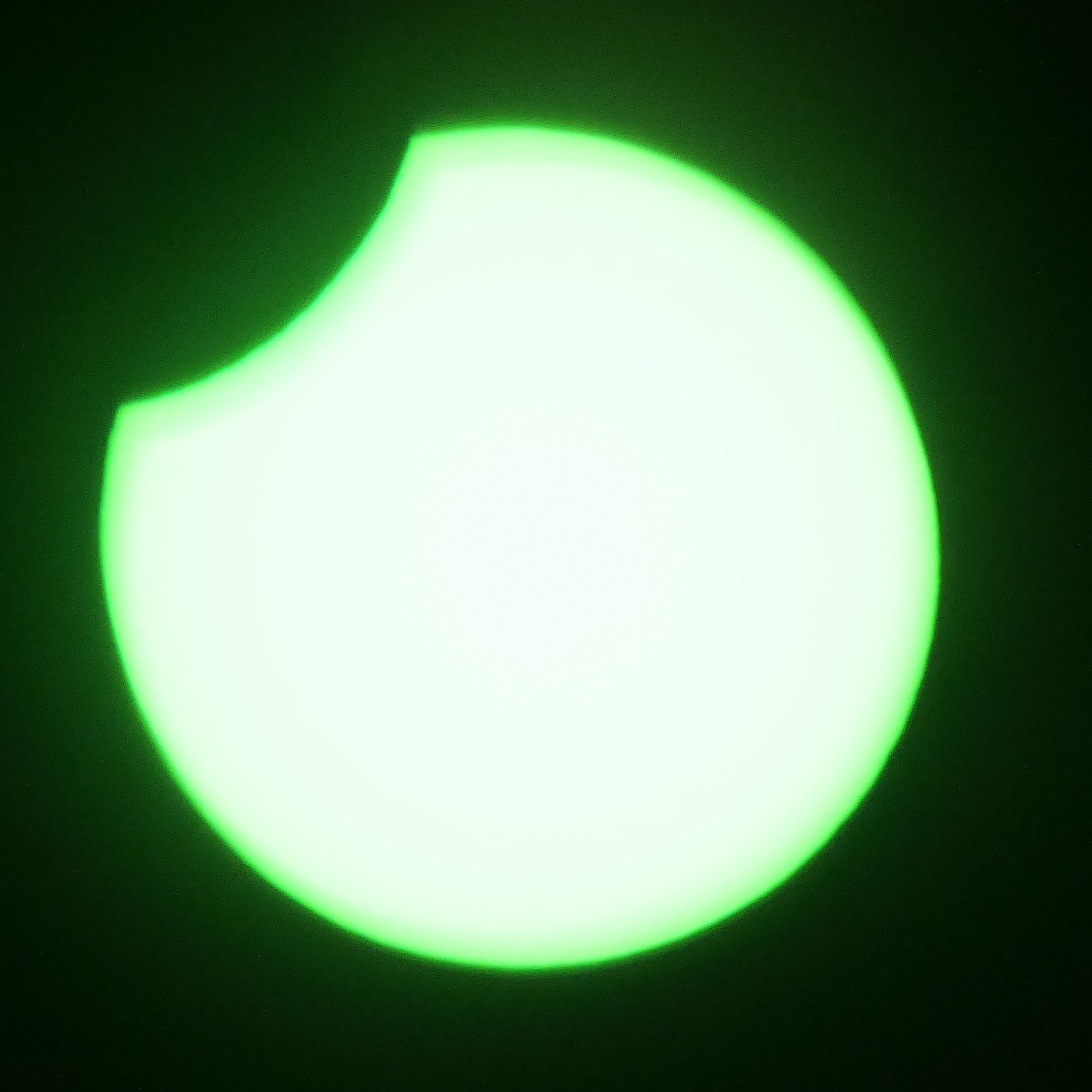
Eclipse solar del 10 de junio de 2021 en Logroño, España (10:10 UTC)

El 10 de junio de 2021 se produjo un eclipse solar anular visible principalmente en el Polo Norte. Un eclipse solar ocurre cuando la Luna pasa entre la Tierra y el Sol, oscureciendo así total o parcialmente la imagen del Sol para un espectador en la Tierra. Un eclipse solar anular ocurre cuando el diámetro aparente de la Luna es más pequeño que el Sol, ocultando la mayor parte de ella y causando que el Sol parezca un anillo.
El eclipse fue visto de forma anular desde partes del noreste de Canadá, Groenlandia, en el Océano Ártico (pasando sobre el Polo Norte) y en el extremo oriente ruso, mientras que el eclipse pareció de forma parcial en una región que incluía el noreste de América del Norte, la mayor parte de Europa y el norte de Asia.

## Recorrido

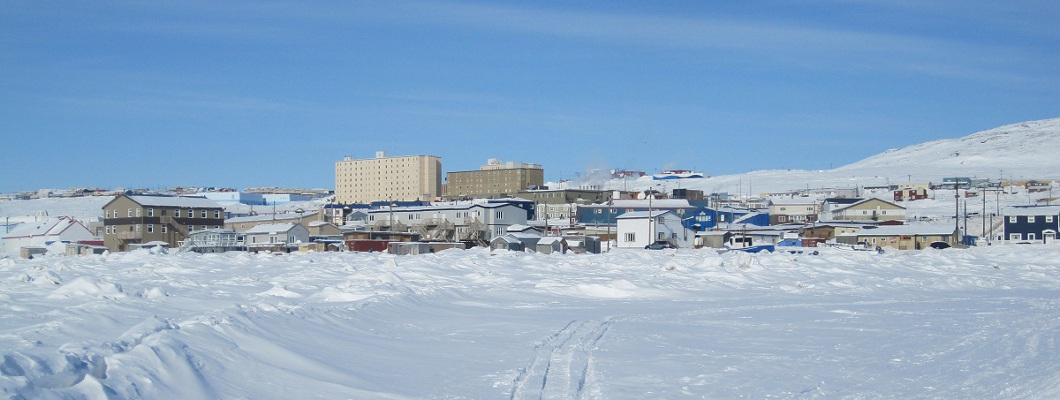
Iqaluit, uno de los lugares donde se vio el eclipse en forma anular.

Animación del recorrido del eclipse solar del 10 de junio de 2021.

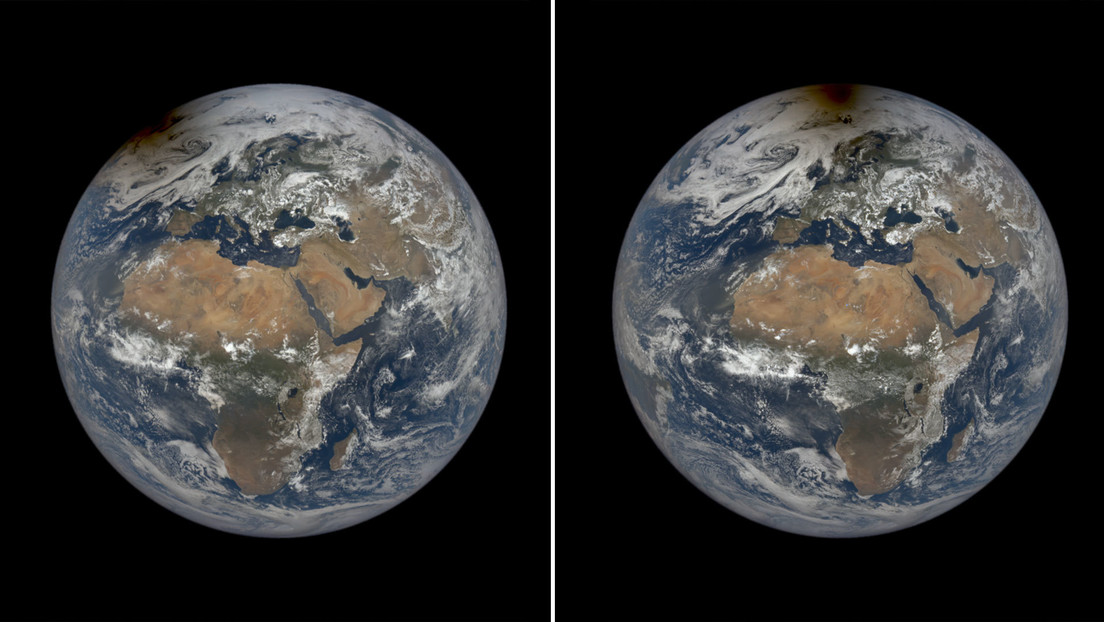
Imagen satelital de la NASA mostrando el efecto "en llamas" que produjo el eclipse del 10 de junio de 2021 al bordear el Polo Norte, el único eclipse con tal efecto del siglo XXI.

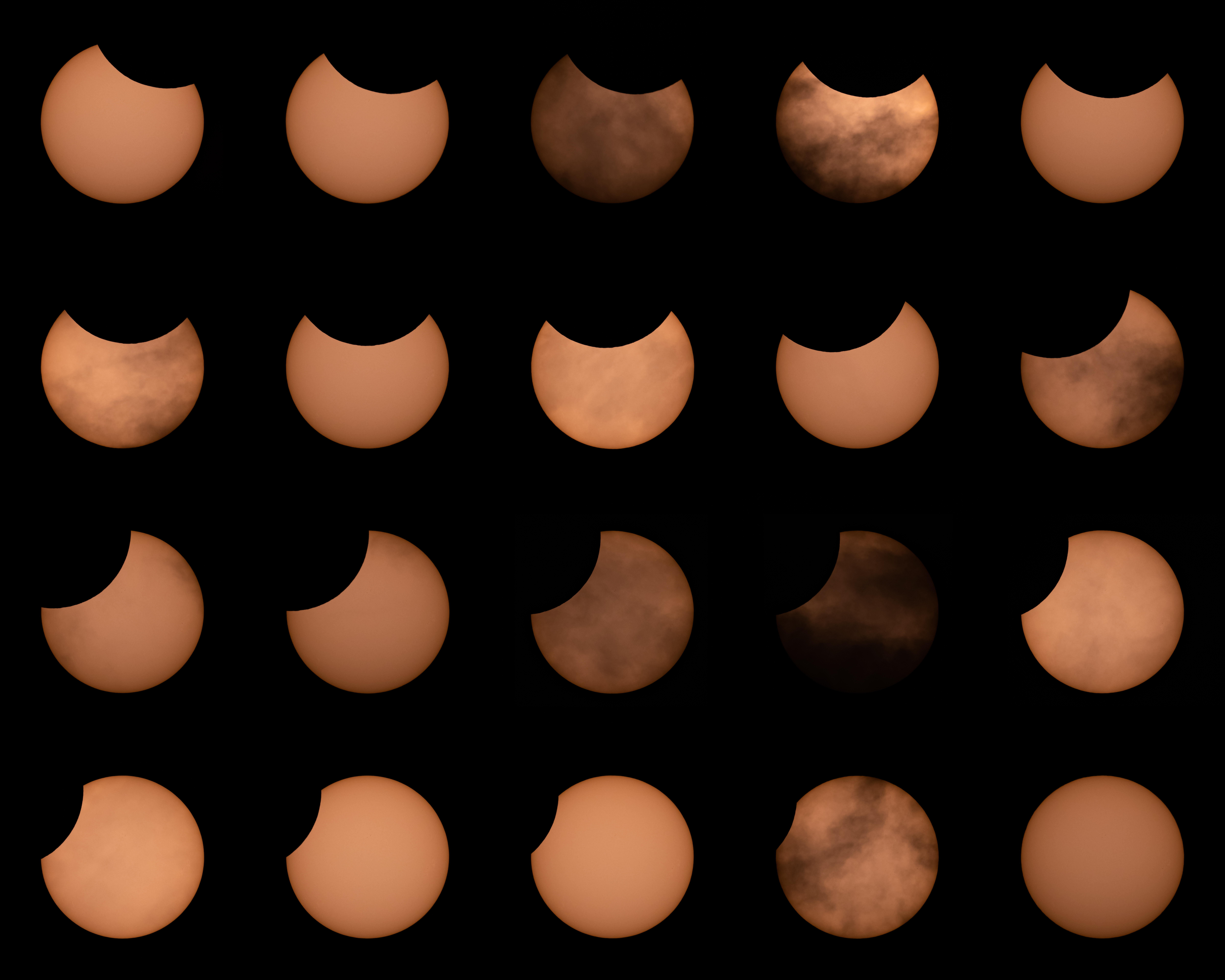
Fases del eclipse en Estocolmo, Suecia.

El eclipse anular comenzó a las 09:55 UT1 durante 3 minutos 37 segundos a lo largo de la costa norte del lago Superior en Ontario, Canadá. El camino de la sombra penumbral cruzó la Bahía de Hudson a través del noroeste de Quebec y el estrecho de Hudson hasta la Isla Baffin en Nunavut, donde la ciudad de Iqaluit vio 3 minutos y 5 segundos de anularidad. Después de esto, viajó a través de la bahía de Baffin y a lo largo de la costa noroeste de Groenlandia, donde el mayor eclipse ocurrió a las 10:41:56 UT1 en el Estrecho de Nares durante 3 minutos 51 segundos. La sombra luego cruza la isla de Ellesmere y el Océano Ártico, pasando sobre el Polo Norte (que estaba ubicado lejos de la línea central del eclipse pero vio 2 minutos y 36 segundos de anularidad), antes de dirigirse al sur hacia el noreste de Siberia y a la República de Sajá, donde la línea central del eclipse anular terminó a las 11:29 UT1. La ciudad más grande del Lejano Oriente ruso en el camino anular, Srednekolymsk , vio 3 minutos y 35 segundos de anularidad, con el máximo a las 11:27:05 UT1.

## Lugares de visibilidad
A continuación, se muestran las localidades y lugares donde se vio con visibilidad el eclipse.
| País o Dependencia | Lugar               | Duración del eclipse | UTC   |
| ------------------ | ------------------- | -------------------- | ----- |
| Canadá             | Iqaluit             | 3m 5s                | 09:53 |
| Canadá             | Longlac, Greenstone | 3m 14s               | 10:08 |
| Groenlandia        | Qaanaaq             | 3m 41s               | 10:35 |
| Groenlandia        | Estrecho de Smith   | 2m 57s               | 10:37 |
| Rusia              | Srednekolymsk       | 3m 35s               | 11:26 |
| Rusia              | Chokurdaj           | 3m 37s               | 11:27 |
| Rusia              | Zyryanka            | 3m 14s               | 11:30 |

## Galería

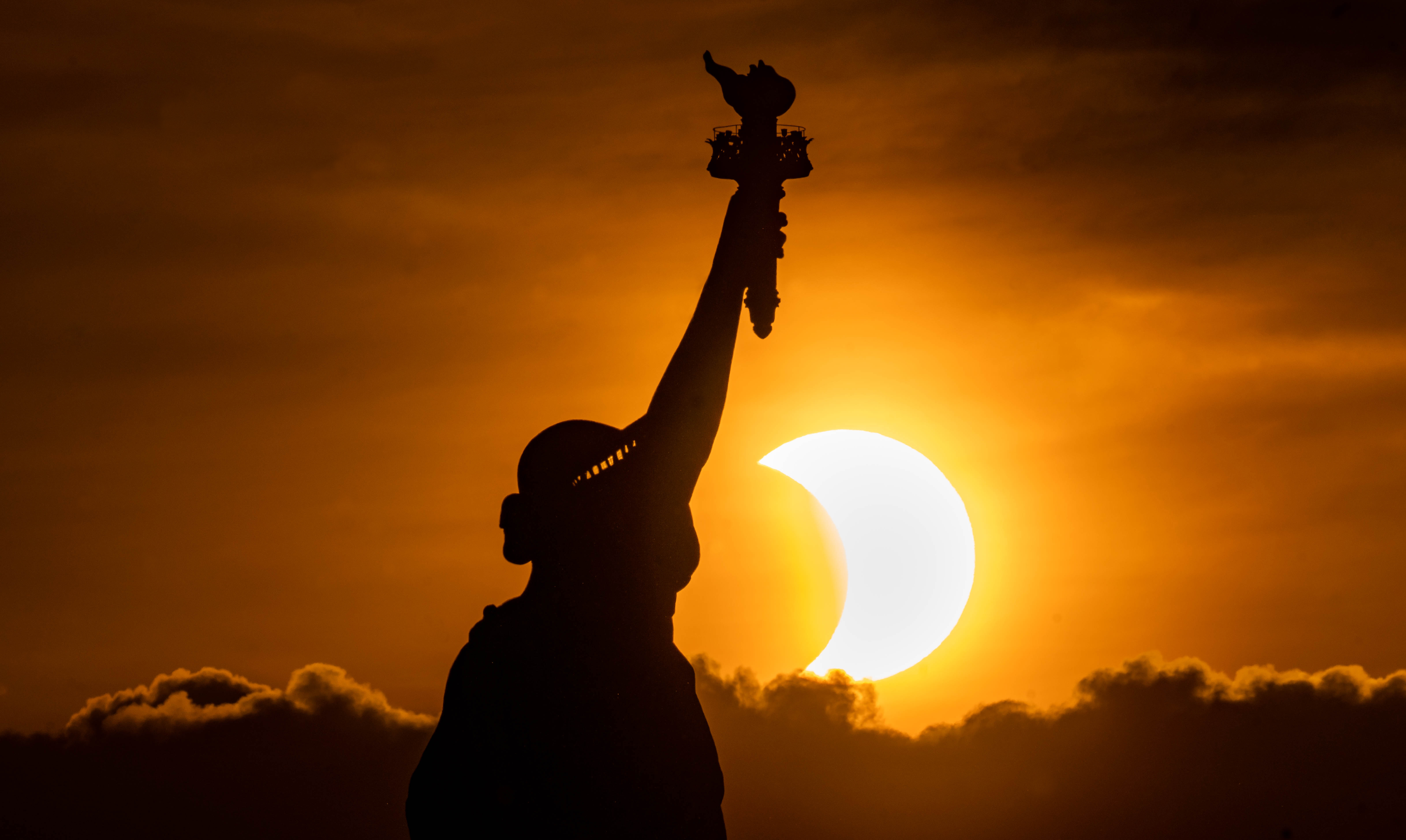
La Estatua de la libertad en la ciudad de Nueva York durante el eclipse.
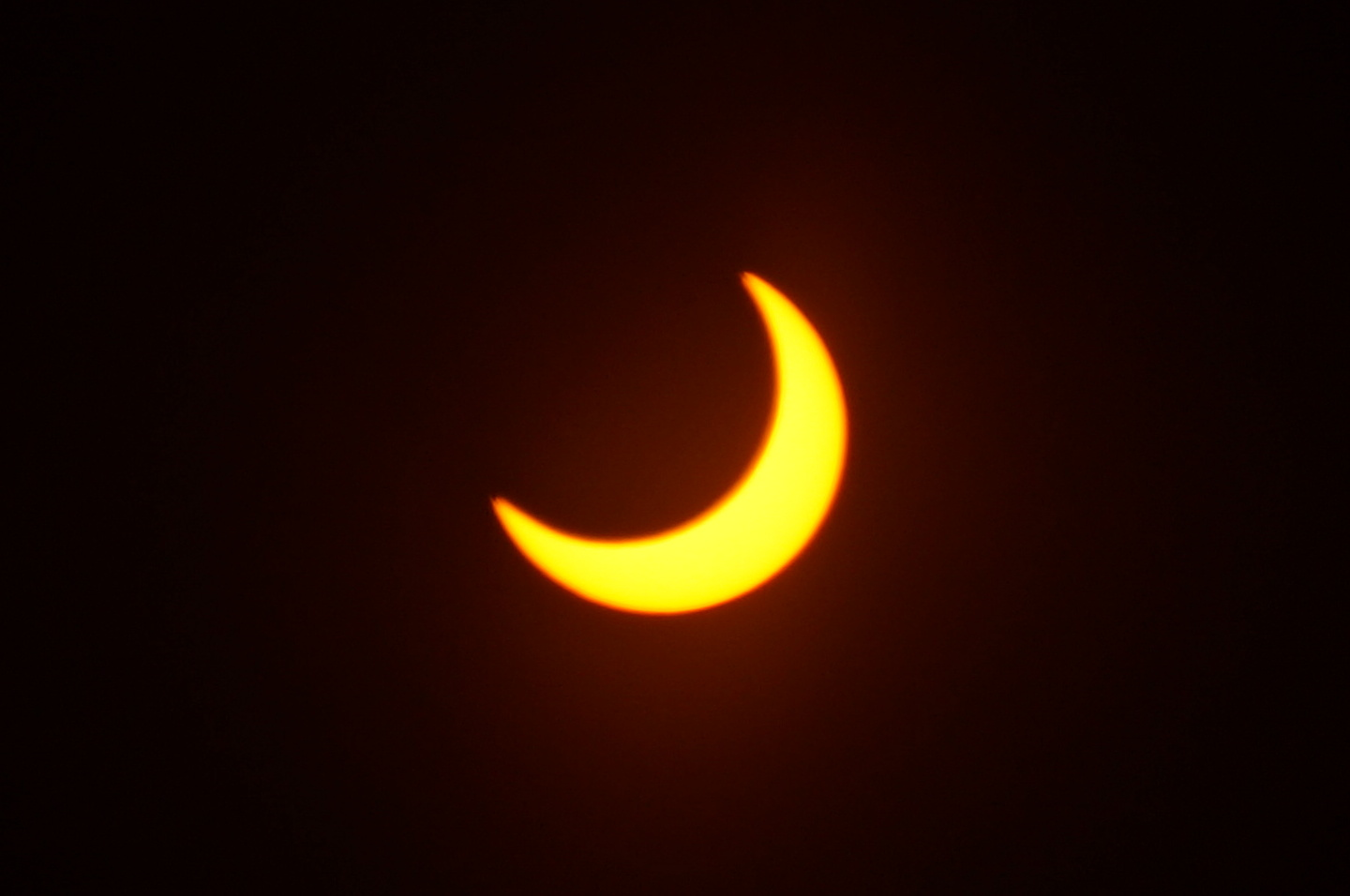
Halifax, Canadá (9:34 UTC)
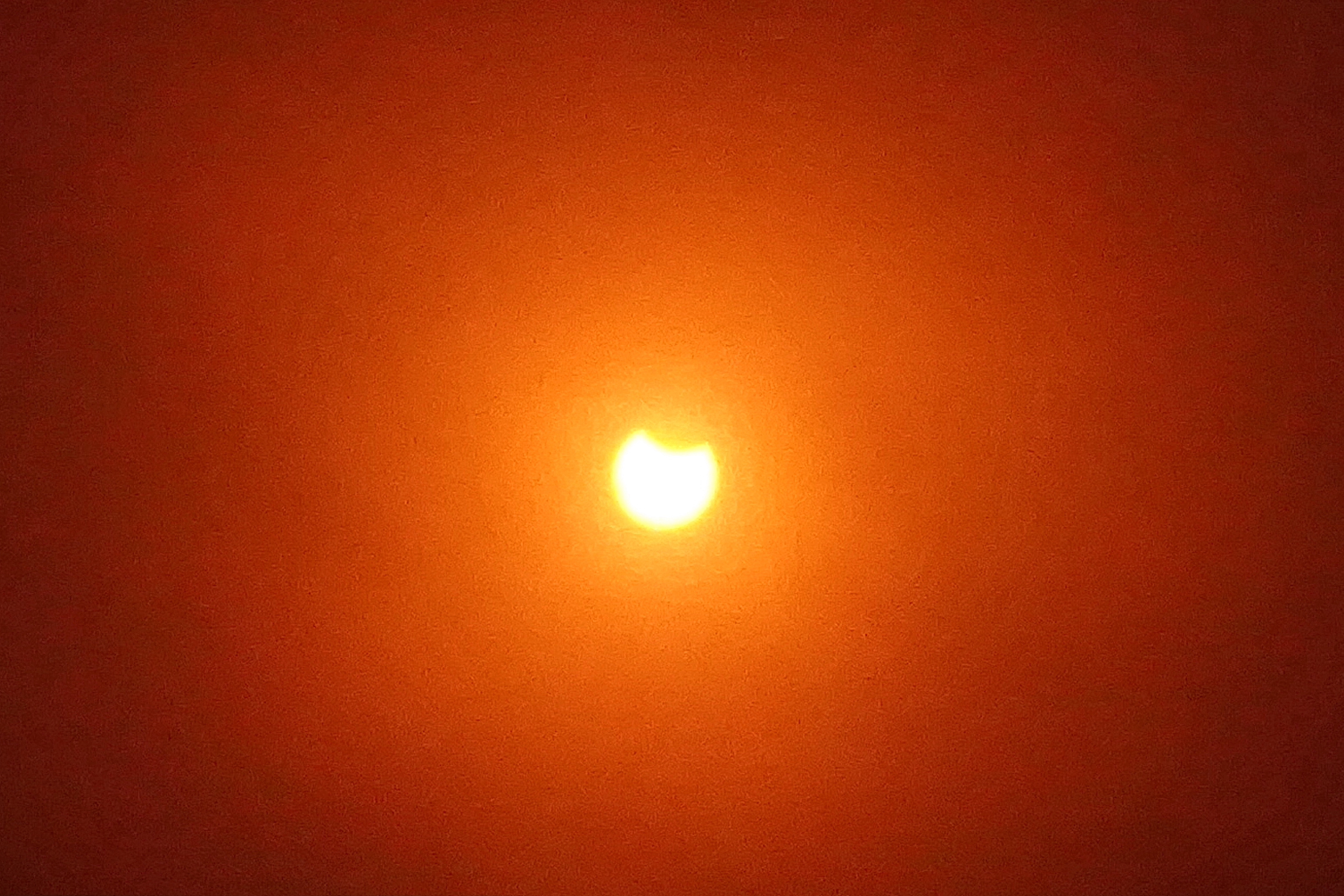
Exeter, Inglaterra, RU (9:40 UTC)
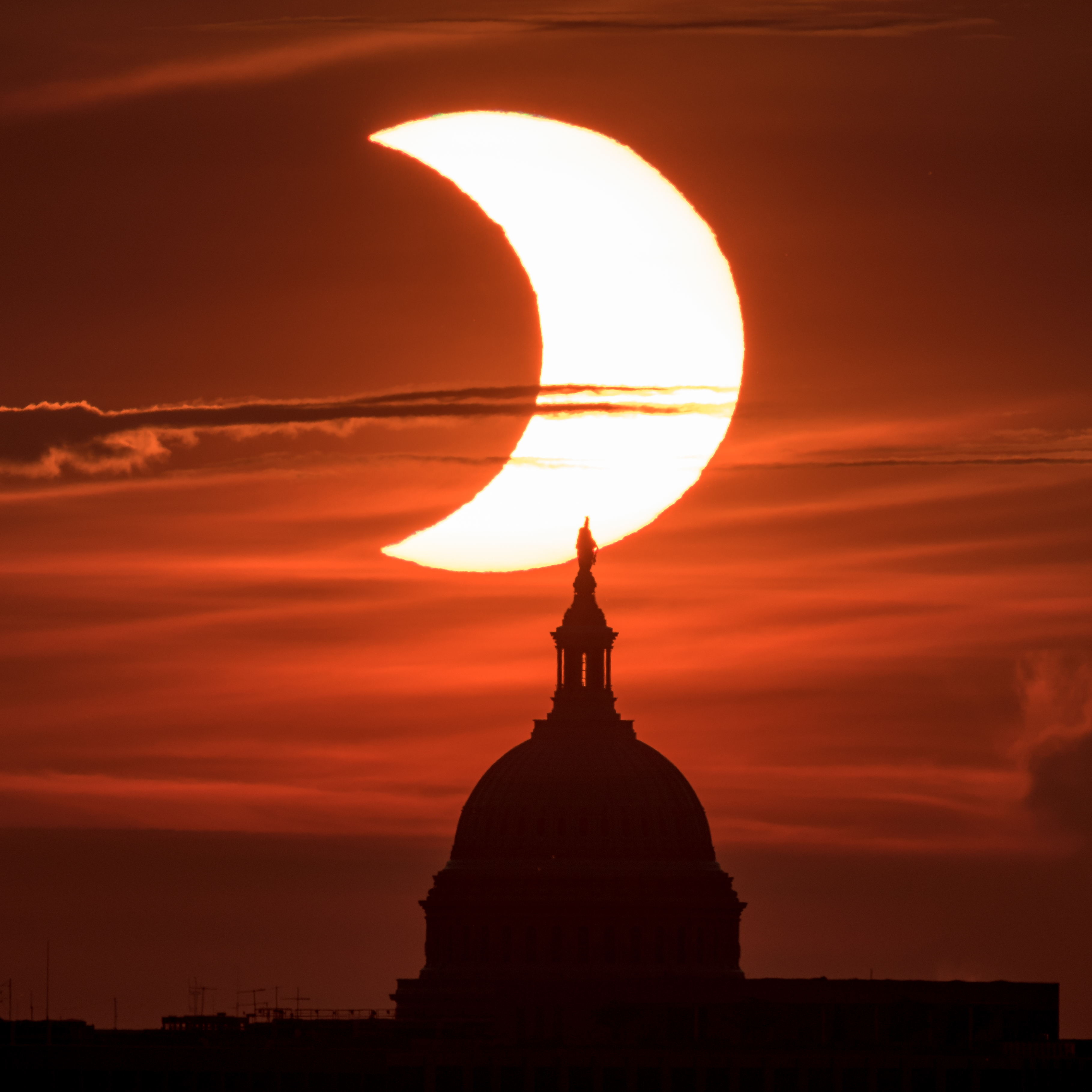
Washington D. C., EE.UU. (9:55 UTC) Foto de la NASA.
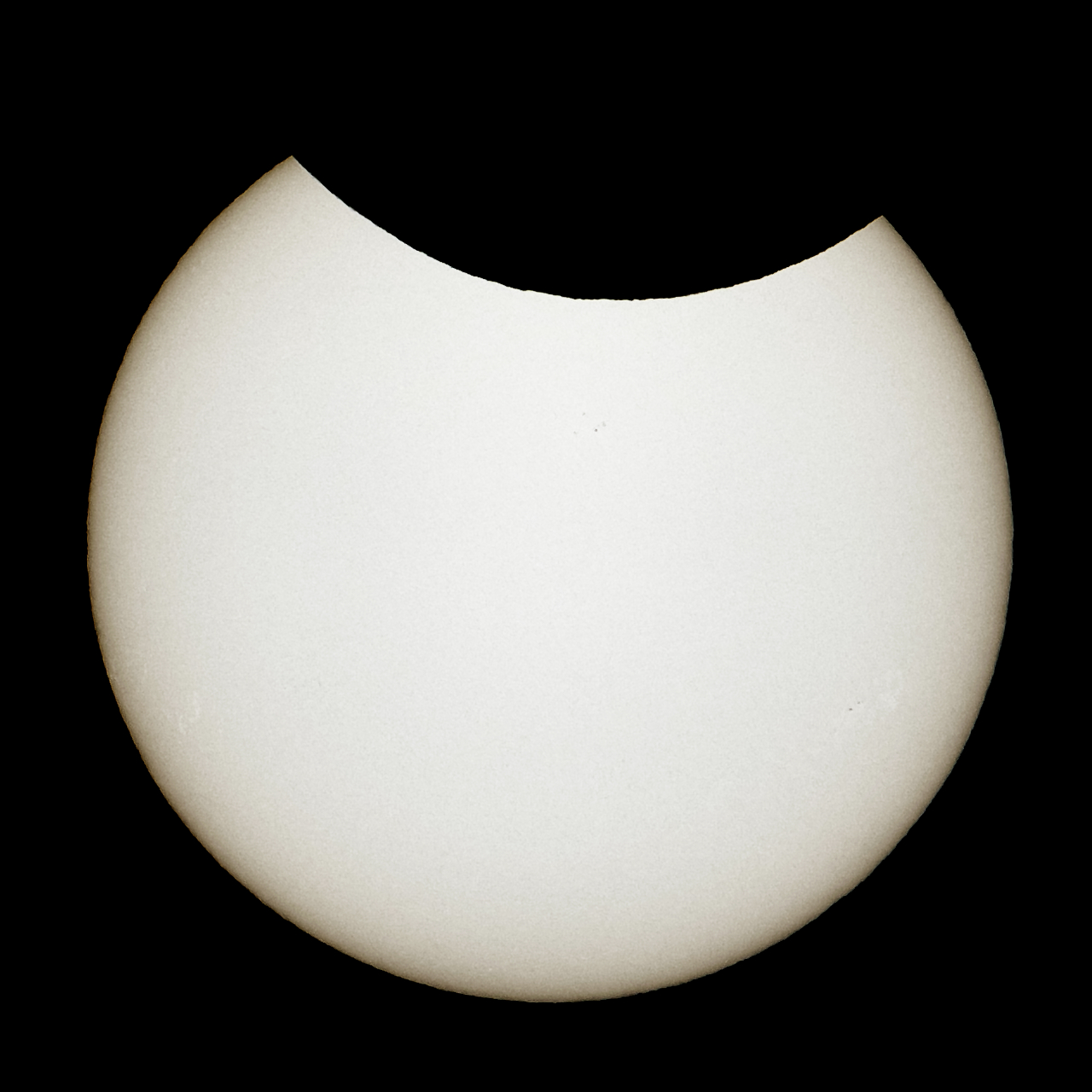
Berlín, Alemania (10:38 UTC)
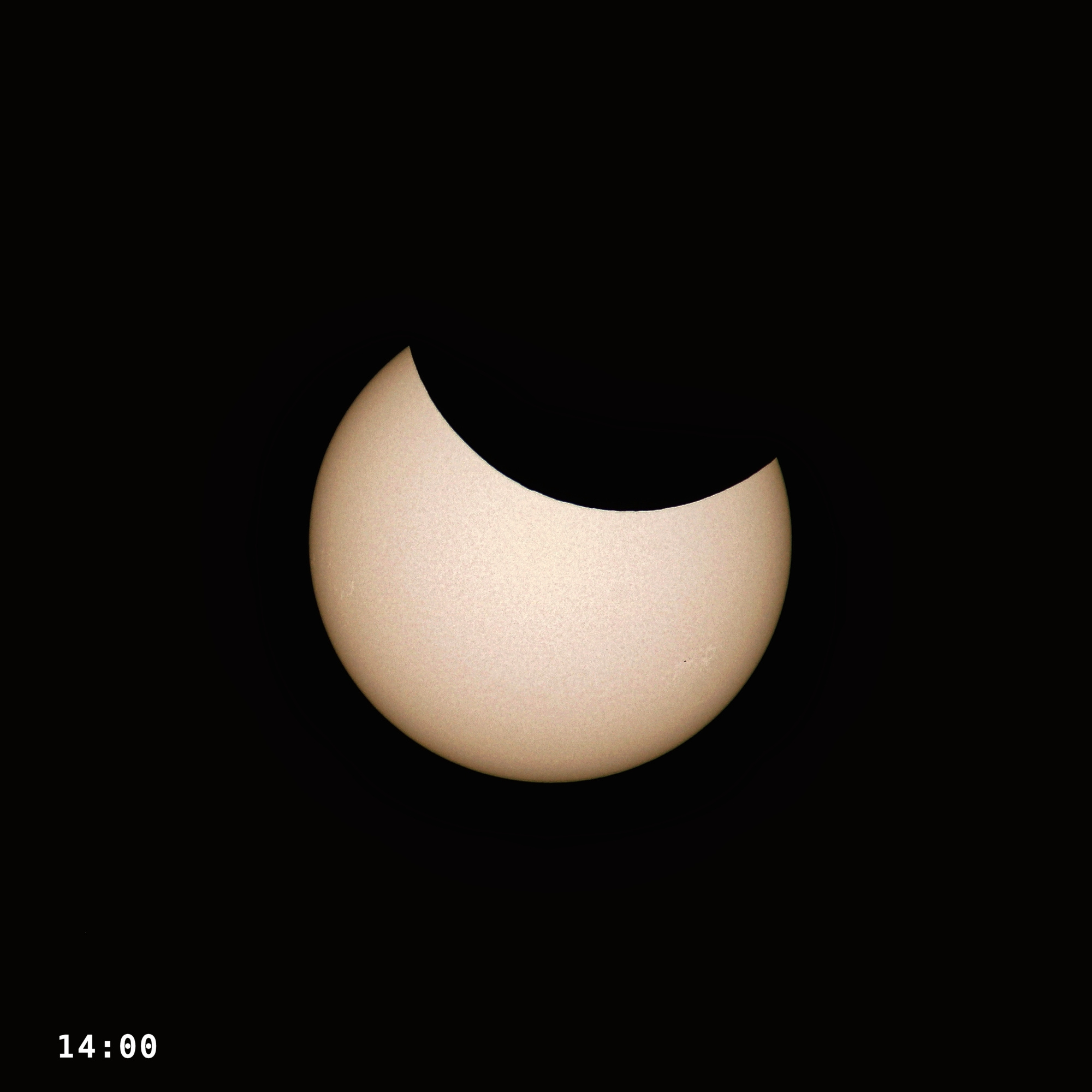
Huittinen, Finlandia (11:00 UTC)
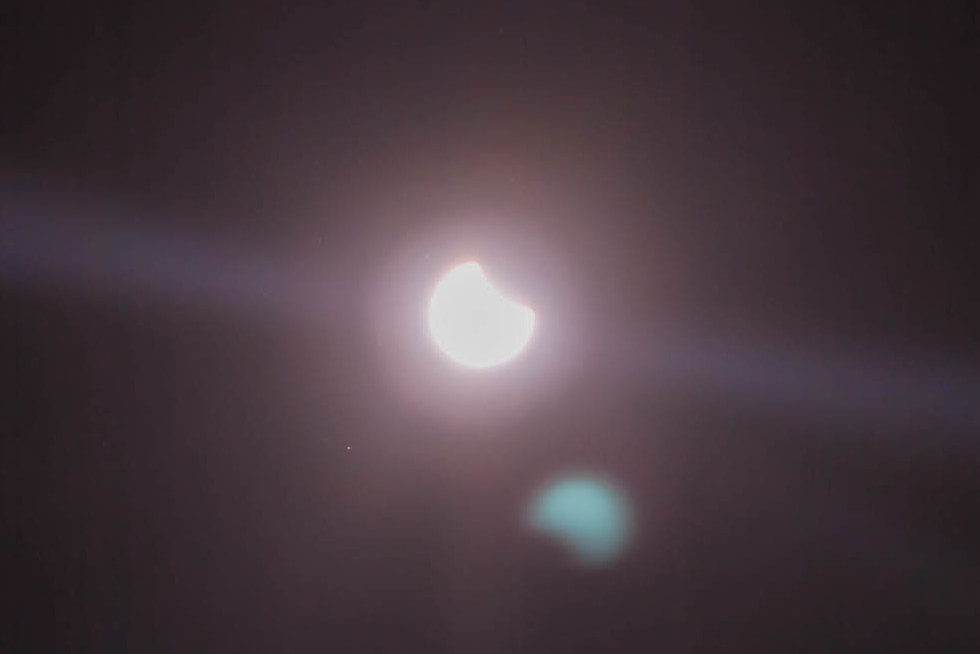
San Petersburgo, Rusia (11:09 UTC)
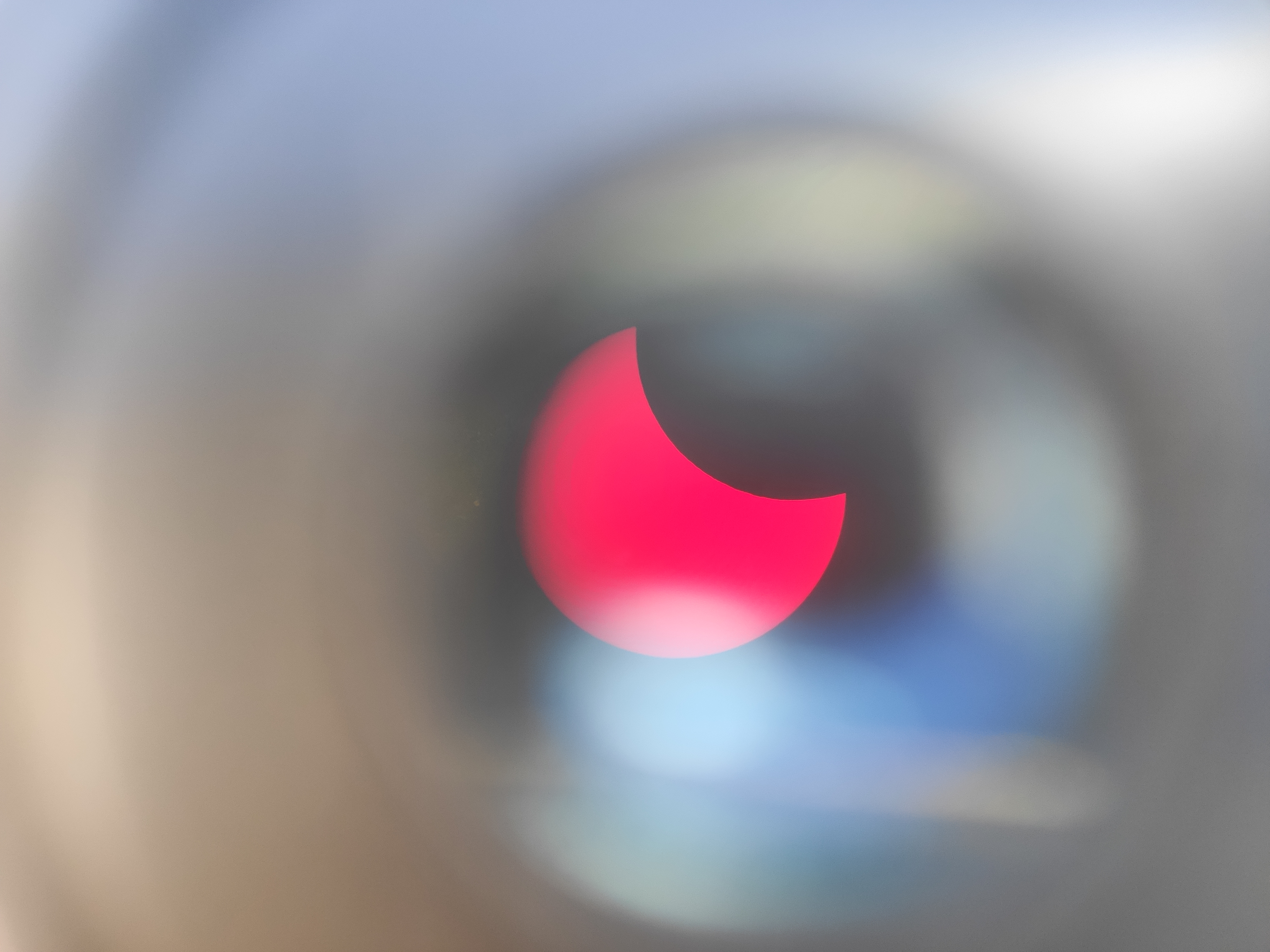
Petrozavodsk, Rusia, con el telescopio Coronado (11:27 UTC)
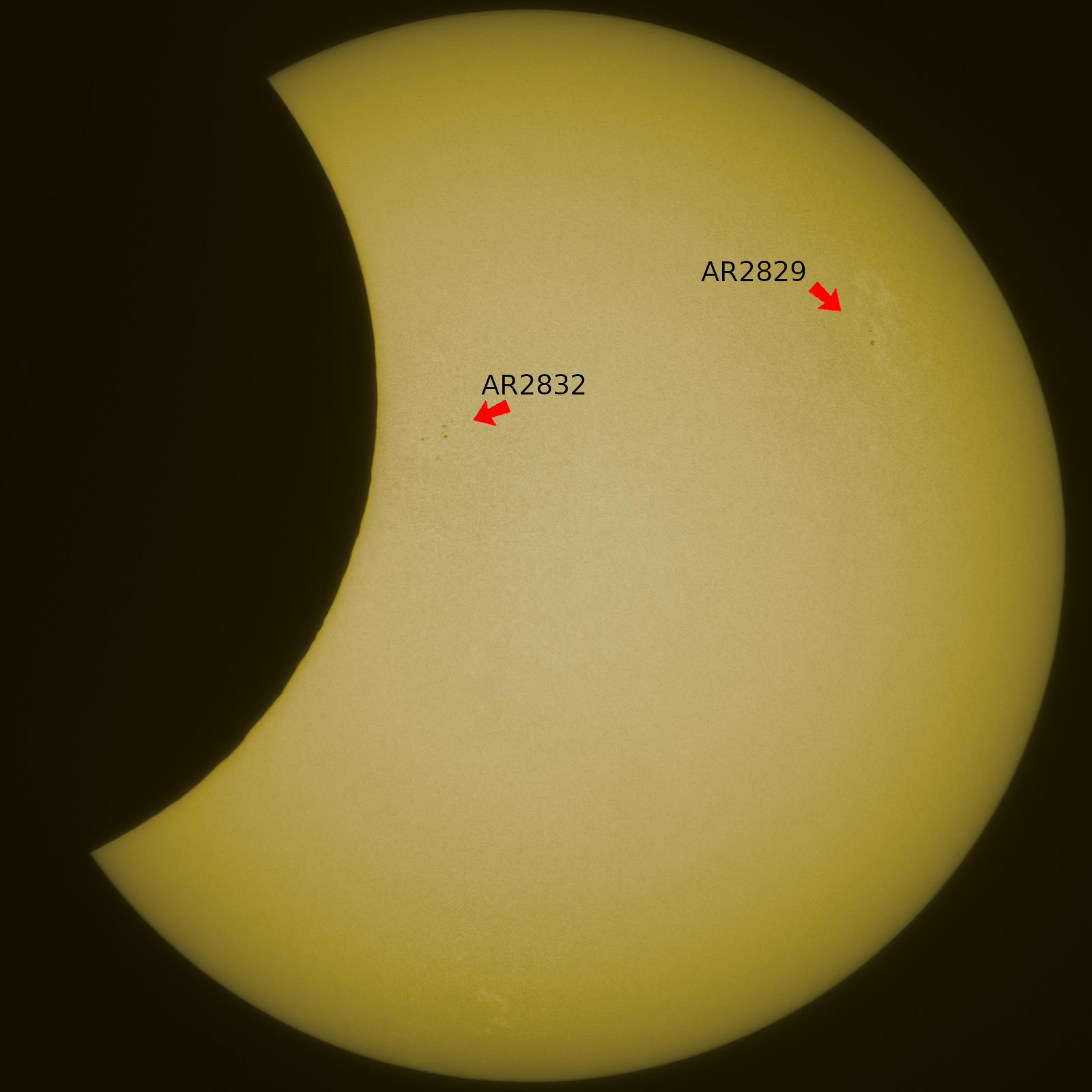
Dublín, Irlanda
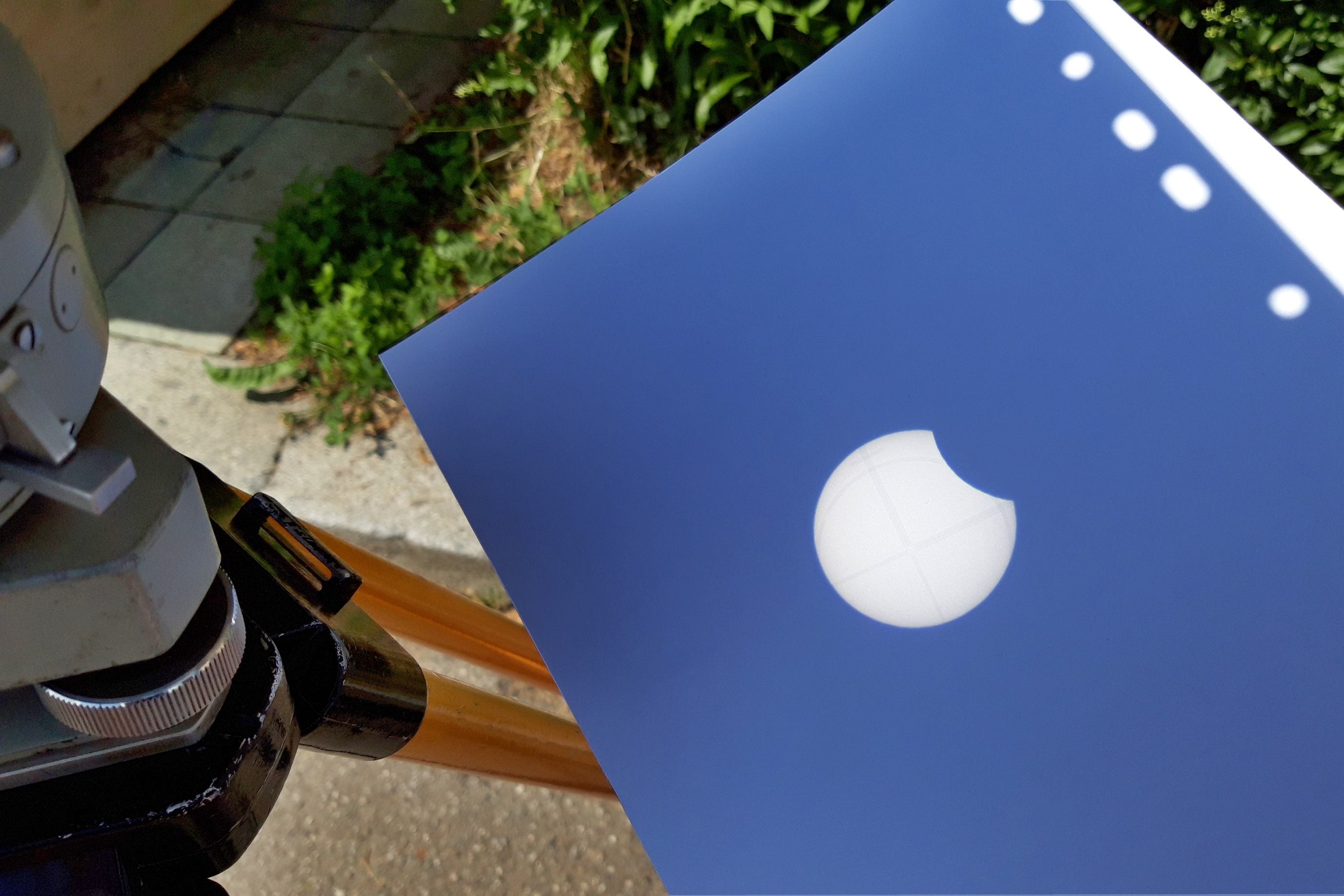
Proyección del disco solar a través de un telescopio teodolito Zeiss Theo 020. Praga, República Checa (10:24 UTC)
- Video del eclipse en Akademgorodok, Novosibirsk, Rusia.